# Anniversario della liberazione
L'anniversario della liberazione è un giorno, spesso considerato festa nazionale, che segna la liberazione di un luogo, simile a un giorno dell'indipendenza. La liberazione può ricordare la data di una rivoluzione, come a Cuba, o la fine di un'occupazione militare da parte di un altro stato, differendo dall'indipendenza perché non vi è la secessione da altri stati.

## Giorni della liberazione
- 1º gennaio — Cuba (1959)
- 13 gennaio — Togo
- 26 gennaio — Uganda (1986)
- 18 febbraio — Lituania (1918)

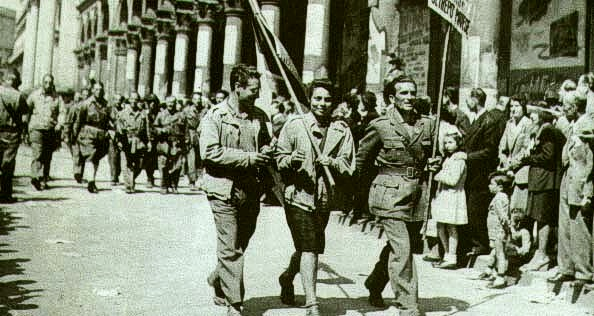
Partigiani in festa a Milano

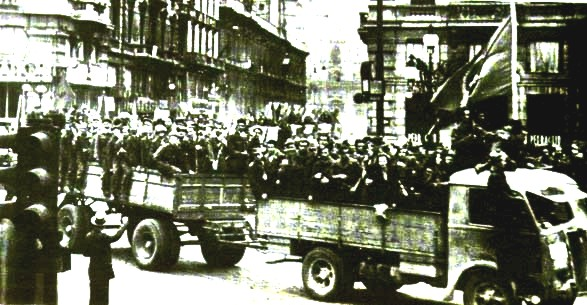
Bologna festeggia la Liberazione

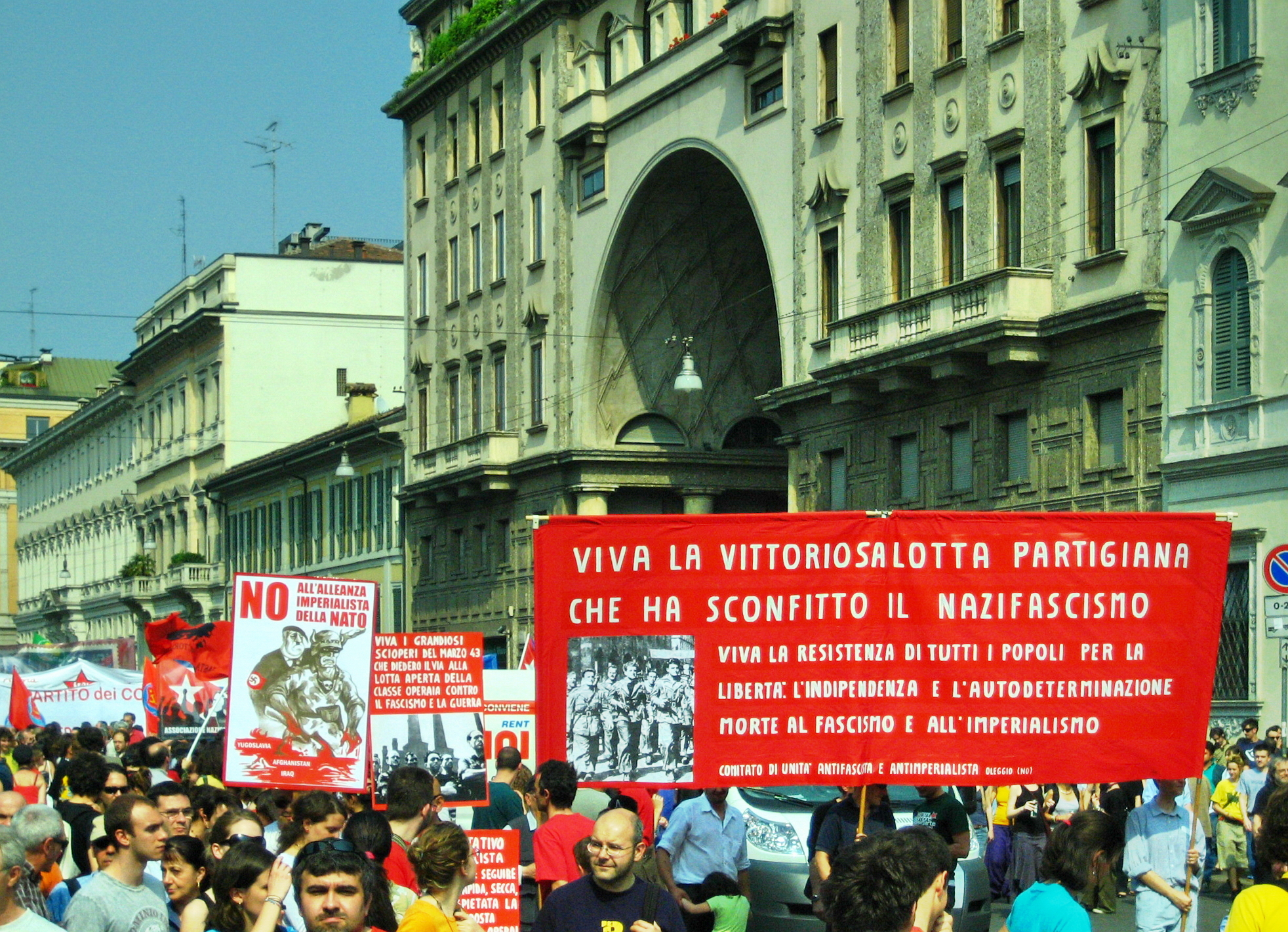
Manifestazione per la Festa della Liberazione a Milano, 25 aprile 2007

Un passaggio della Frecce Tricolori nella Festa della Liberazione del 1968

- 26 febbraio — Kuwait (1991) (vedere anche Guerra del Golfo)
- 3 marzo — Bulgaria (1878) (vedere anche Pace di Santo Stefano)
- 31 marzo — Malta (1979) Freedom Day (anniversario del ritiro delle truppe britanniche da Malta)
- 25 aprile — Egitto (1982) Sinai Liberation Day
- 25 aprile — Italia (1945)

Anniversario della liberazione d'Italia dall'occupazione nazifascista da parte delle forze della Resistenza italiana; data scelta per commemorare la giornata di avvio dell'insurrezione generale in tutte le città del nord-Italia proclamata dal CLNAI
- 25 aprile — Portogallo (1974; Rivoluzione dei garofani)
- 30 aprile — Vietnam (1975)
- 5 maggio — Danimarca (1945), Paesi Bassi, (1945)
- 8 maggio — Norvegia (1945)
- 9 maggio — Guernsey (1945), Jersey (1945) (fine dell'occupazione da parte della Germania delle Isole del Canale durante la seconda guerra mondiale)
- 17 maggio — Repubblica Democratica del Congo
- 25 maggio — Libano (2000)
- 14 giugno— Isole Falkland (1982)
- 4 luglio — Ruanda (fine del genocidio)
- 19 luglio — Nicaragua
- 21 luglio — Guam (1944)
- 28 luglio - San Marino (1943) (caduta del Partito Fascista Sammarinese)
- 15 agosto — Corea del Sud (1945)
- 23 agosto — Romania (1944)
- Ultimo lunedì di agosto — Hong Kong (1945) (non più festa nazionale)
- 23 ottobre — Libia (data della fine della prima guerra civile libica, tra i ribelli e le forze del dittatore libico Gheddafi, 2011)
- 11 novembre — Polonia (1918)
- 19 novembre — Mali
- 29 novembre — Albania (conosciuta localmente come Dita e Çlirimit)
- 16 dicembre — Bangladesh (Giorno della vittoria)